# 白毫銀針

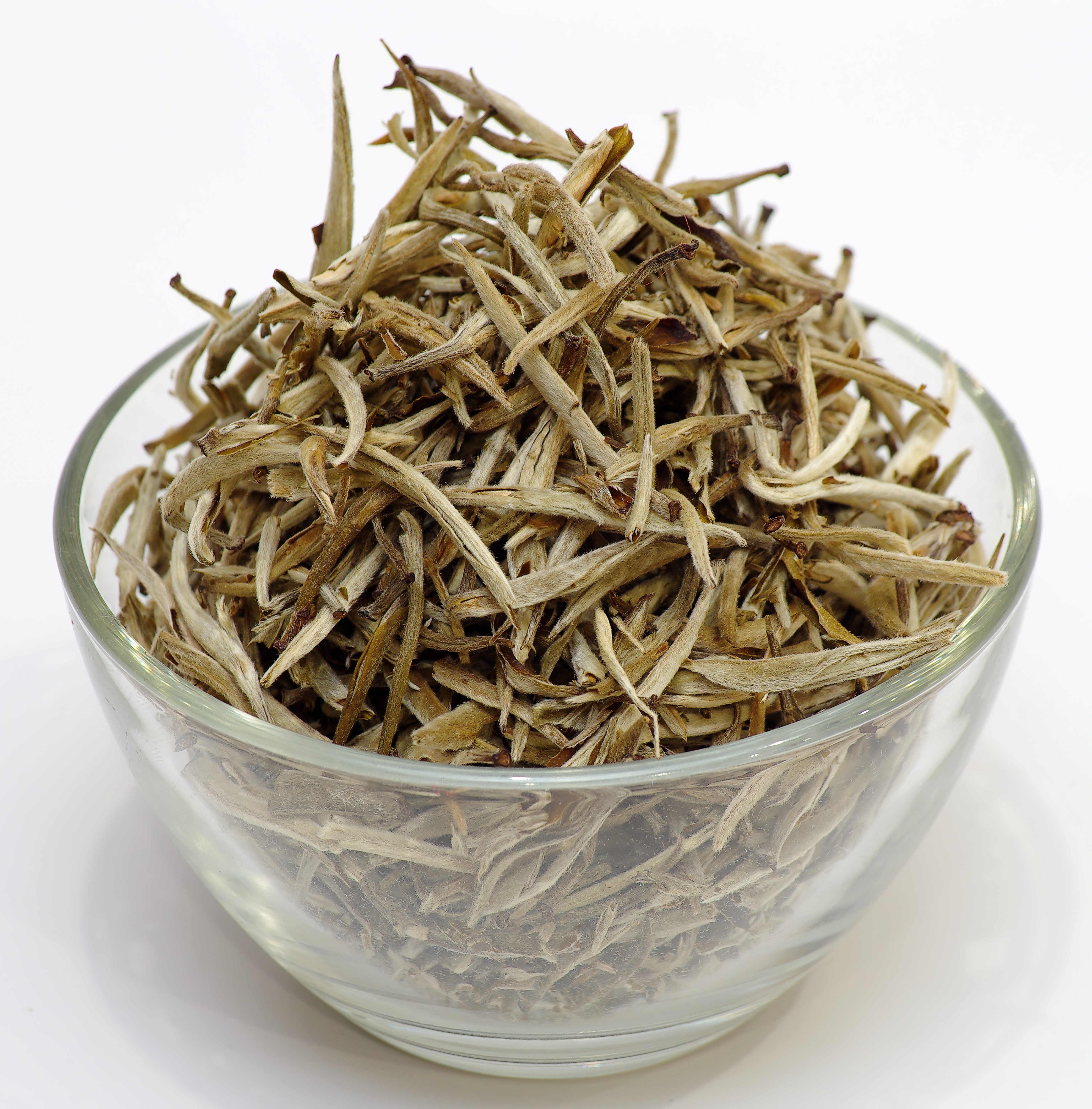
白毫銀針の茶葉

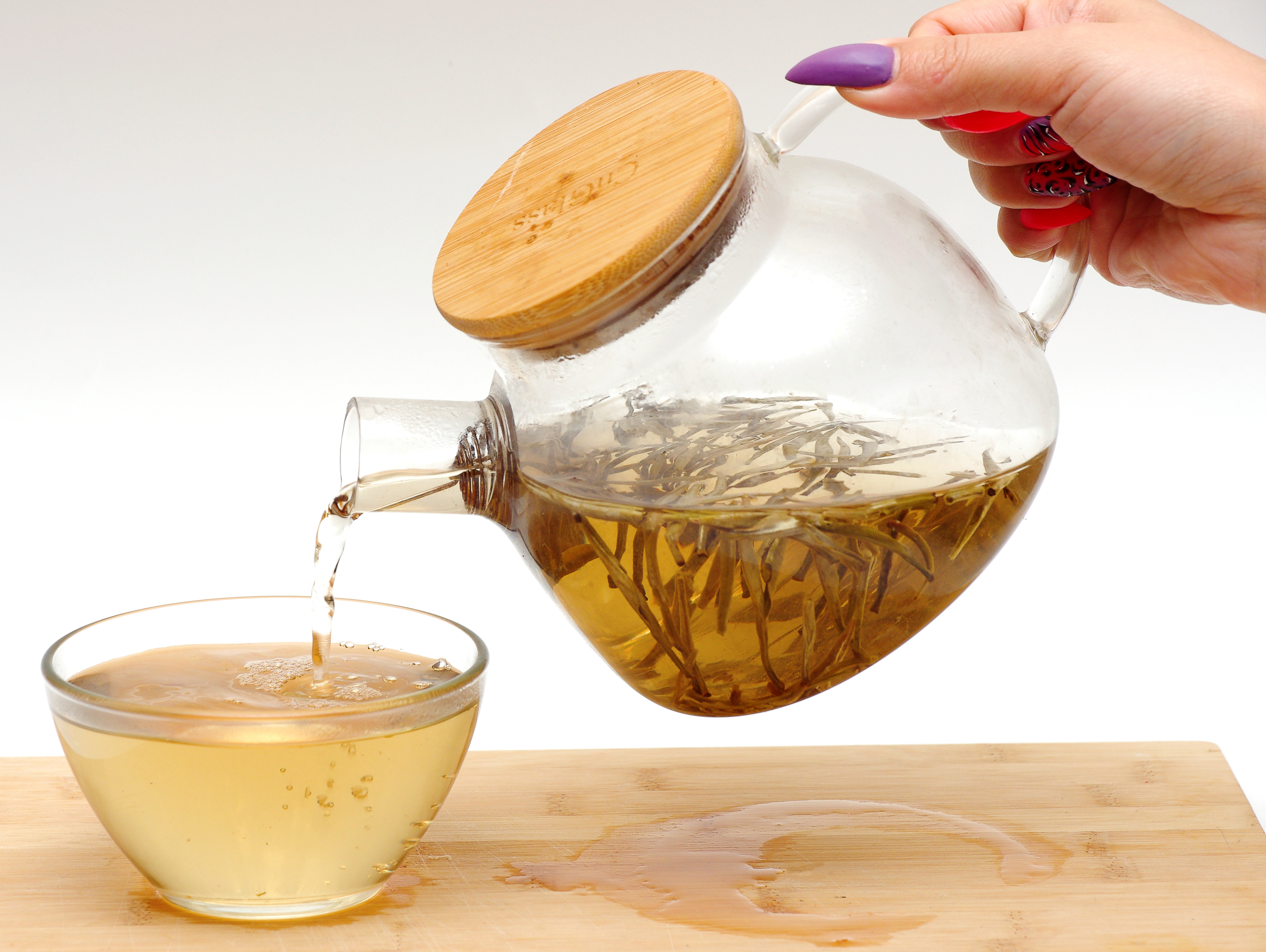
白毫銀針で淹れた茶

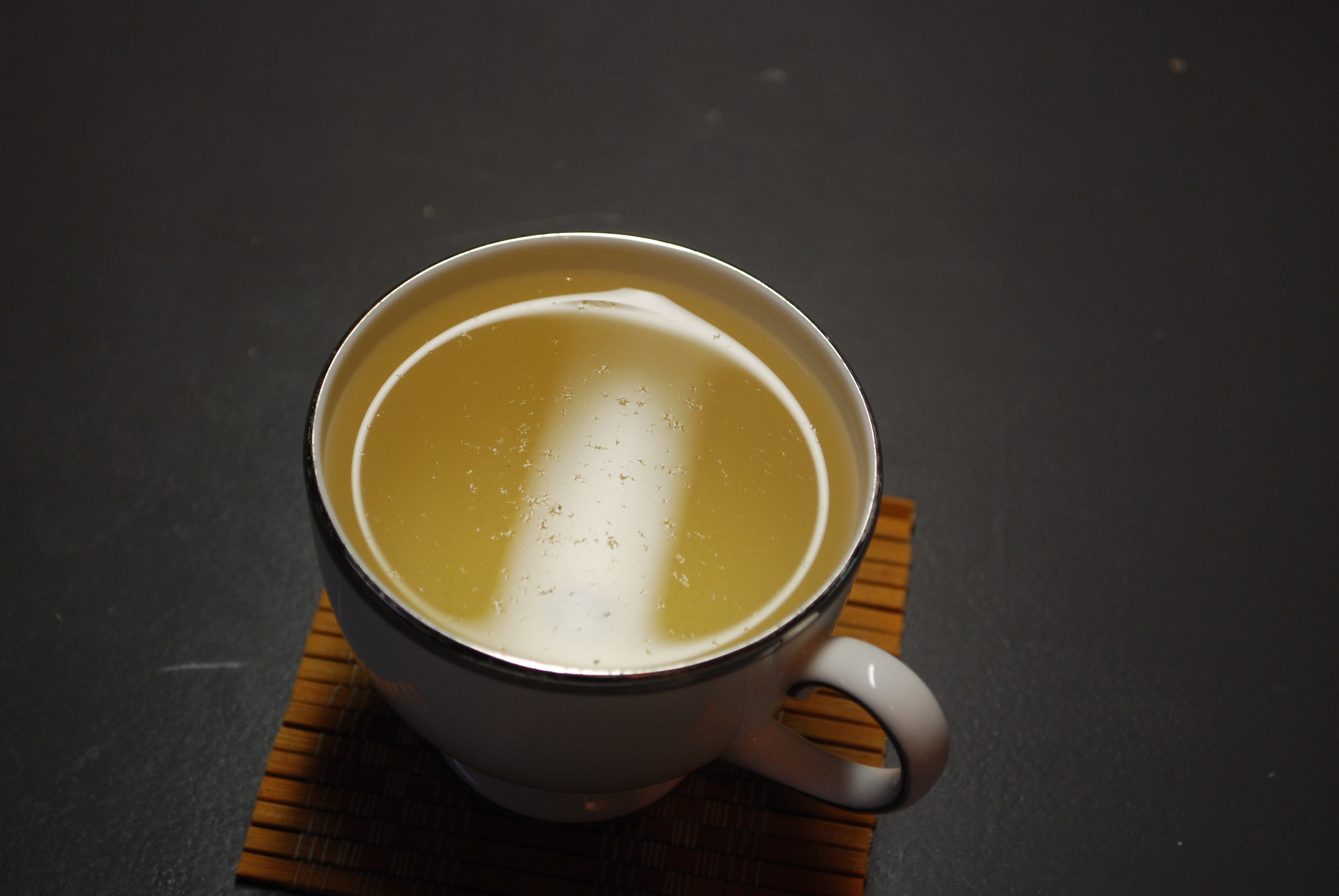
茶に産毛が浮くのも白茶の特徴

白毫銀針（はくごうぎんしん、パイハオインジェン）は中国茶・白茶の一種。英語では「Silver Needle」と表記される。

## 概要
白茶の代表格であり、最高級品である。
英語名のように銀色の産毛に覆われた針のように伸びた若芽のみを使った茶葉である。中華人民共和国福建省福鼎市、福建省政和県など産地は限られており、種類も少ない希少茶葉である。
福鼎産の白毫銀針は清代からの歴史があり、北路銀針とも呼ばれる。
政和県産は1889年より生産が始まったもので、南路銀針と呼ばれる。
白毫銀針そのものの歴史は更に古く、北宋・徽宗の愛飲茶であり、徽宗が著した茶書の『大観茶論』にも記述がある。

## 淹れ方
白毫銀針は、茶葉の様子を見て楽しむため、ガラスの急須で淹れる。
固い茶葉を潤して、茶を美味くするため、一煎目は捨てることが多い。これは「潤茶」と呼ばれる。茶葉の衛生状態を保つために一煎目を捨てる「洗茶」と同じ動作ではあるが、その目的は異なる。
湯の温度は低め、摂氏75度から80度。抽出時間は長めで約5分から10分。抽出を行っていない時は茶葉が蒸れ過ぎないように蓋は開けておく。
白茶は茶に産毛が浮くが、この産毛が旨味の目やすであり、おいしい白茶の証拠でもある。

## 余談
「白毫」は紅茶のオレンジペコーなどに用いられる「ペコー（pekoe）」の語源とされる。